# Dąbkowice Górne
Dąbkowice Górne is een plaats in het Poolse district  Łowicki, woiwodschap Łódź. De plaats maakt deel uit van de gemeente Łowicz en telt 233 inwoners.